# Ross Malinger
Ross Aaron Malinger (ur. 7 lipca 1984 w Redwood City) – amerykański aktor.

## Filmografia
- Gliniarz w przedszkolu (Kindergarten Cop, 1990) jako Harvey
- W przededniu zagłady (Eve of Destruction, 1991) jako Timmy Arnold
- Spóźnieni na obiad (Late for Dinner, 1991) jako Mały Donald Freeman
- Serca w ogniu (In Sickness and in Health / Hearts on Fire, 1992) jako Michael
- Good Advice (1993-1994) jako Michael DeRuzza
- Bezsenność w Seattle (Sleepless in Seattle, 1993) jako Jonah Baldwin
- Bye Bye, Love (1995) jako Ben
- Nagła śmierć (Sudden Death, 1995) jako Tyler
- Belfer z klasą (Nick Freno: Licensed Teacher, 1996-1998) jako Tyler
- Peter and the Wolf  (1996)
- Dziecko Wielkiej Stopy (Little Bigfoot, 1997) jako Payton
- Byle do przerwy (Recess, 1997-2001) jako Theodore J. 'T.J.' Detweiler (1997-1998) (głos)
- Toothless (1997) jako Bobby Jameson
- Żaba i Wombat na tropie dyrektora (Frog and Wombat, 1998) jako Steve
- Nowe przygody Tomka Sawyera (The Modern Adventures Of Tom Sawyer, 1998) jako Tom Sawyer (voice)
- Club Vampire (1998) jako Max
- The Simple Life (1998) jako Will
- Personally Yours (2000) jako Derek
- Recess Christmas: Miracle on Third Street  (2001) jako Theodore J. 'T.J.' Detweiler